# Towarowa kolej linowa Goleszów – Leszna Górna
Towarowa kolej linowa Goleszów – Leszna Górna – nieistniejąca już towarowa kolej linowa, poprowadzona z kamieniołomu w Lesznej Górnej do cementowni w Goleszowie.

## Historia
W latach 30. XX wieku, z powodu wyczerpywania się surowca na górze Jasieniowa, podjęto decyzję o powstaniu kamieniołomu w Lesznej Górnej wraz z transportową koleją linową. W czasie II wojny światowej wybudowano fundamenty pod słupy. Przy budowie pracowali więźniowie niemieckiego nazistowskiego podobozu Auschwitz-Birkenau, znajdującego się wówczas w cementowni. Ostatecznie w 1951 roku oddano do użytku kolej linową oraz kamieniołom w Lesznej Górnej. W późniejszych latach na skutek wyczerpywania się złóż kamienia przydatnego w produkcji cementu stopniowo zaniechano wydobycia tego kamienia dla cementowni. Kolej linowa została definitywnie zamknięta w 1984 roku, a kilka lat później rozebrano ją. 

## Opis techniczny
Załadunek kamienia był prowadzony na stacji początkowej w Lesznej Górnej. Znajdował się tam specjalny rygiel odczepiający wagoniki do załadunku kruszywa. Wagony te były wypinane z lin nośnych oraz napędowych i wjeżdżały na tor sztywny, gdzie wagony poruszały się zazwyczaj siłą rozpędu do miejsca, gdzie ładowano urobek. Po załadunku ponownie wpinano je w obieg obydwu lin. Na stacji końcowej koleby były rozładowywane metodą grawitacyjną poprzez przechylenie ich nad zsypem. Tam również wagony wypinano z obiegów liny nośnej i napędowej i wjeżdżały one na specjalną szynę nazywaną również torem sztywnym. Po rozładunku ponownie przypinano je w obieg tych lin. Słupy były konstrukcji stalowej oraz były złożone z dwóch poprzeczek. Na górnej znajdowały się oparcia liny nośnej, natomiast dolna pełniła rolę zabezpieczenia przed nadmiernym opadnięciem liny napędowej. W połowie trasy znajdowała się stacja naciągowa, która odpowiadała za odpowiednie naprężenie lin nośnych. Wzdłuż trasy kolei linowej biegła linia telefoniczna umożliwiająca łączność między stacją początkową i końcową. Maszynownia była zlokalizowana na stacji wyładowczej na terenie goleszowskiej cementowni. W Goleszowie nad zabudowaniami oraz w Lesznej Górnej przy wyjeździe ze stacji początkowej zamontowano specjalne gęste siatki ochronne zbudowane z lin przed spadającymi odłamkami skalnymi. Nad drogą Dzięgielów – Cisownica zbudowano budowlę ochronną w kształcie dwuspadowego dachu.